# سرزمین سیاه
سرزمین سیاه ناحیه‌ای در انگلستان است که در اواخر قرن ۱۹ یکی از اماکن دارای بیشترین مراکز صنعتی جهان به شمار می رفته است.
حدود آن عبارتند از: از غرب شهرهای زنجیره‌ای مرکز انگلستان، از شمال و غرب بیرمنگهام و از جانب جنوب و شرق ولورهامپتون در اطراف میادین زغال سنگ استافوردشایر.
استخراج از معادن زغال سنگ واقع در سرزمین سیاه، آلودگی زیادی در این ناحیه به بار آورده بود.